# 相模女子大学中学部・高等部
相模女子大学中学部・高等部（さがみじょしだいがくちゅうがくぶ・こうとうぶ、英: Sagami Women's University Jr. High School & High School）は、神奈川県相模原市南区文京二丁目に所在し、中高一貫教育を提供する私立女子中学校・高等学校。高等部においては、幼稚部から入園し、または小学部もしくは中学部から入学した内部進学の生徒と高等部から入学した外部進学の生徒との間においては3年間別々にクラスを編成する併設型であったが、現在は混合させクラスを編成している併設混合型中高一貫校。

## 概要

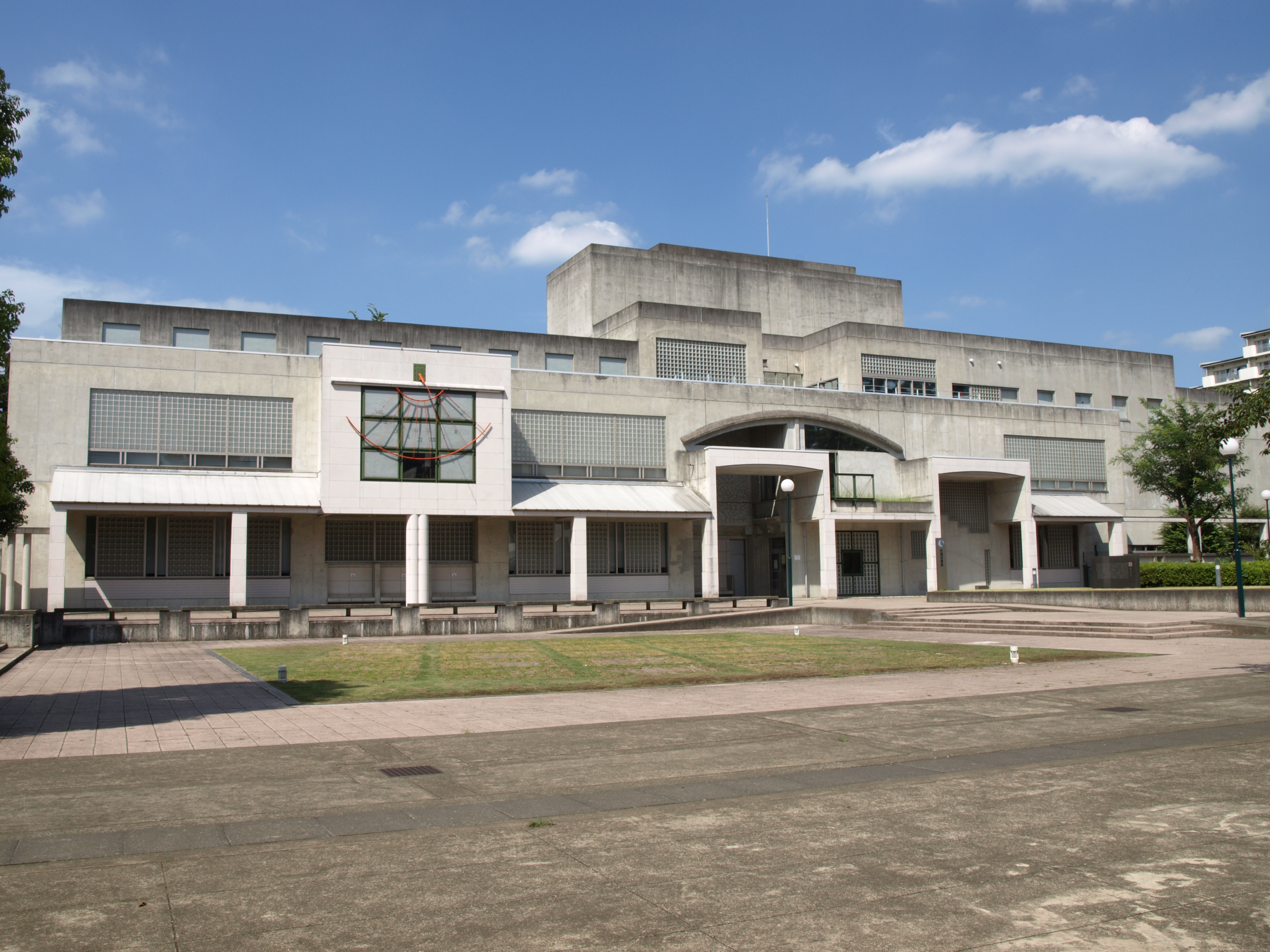
付属図書館

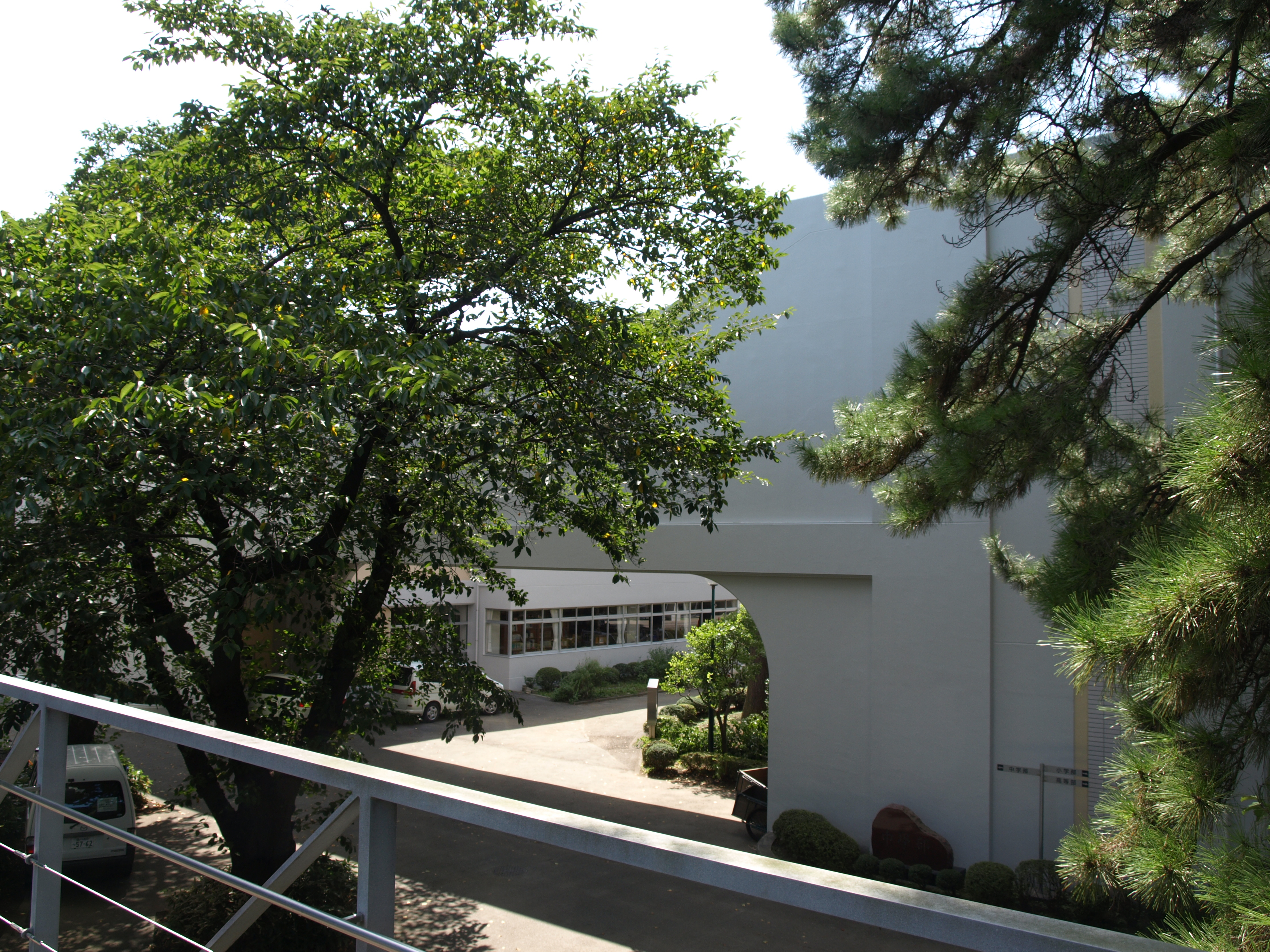
中学部

国際理解教育を取り入れ、海外研修にも力を入れている。広大な現キャンパスは陸軍通信学校として使用されていたこともあり、戦時中実際に使われていた建造物が現在もほぼそのままの状態で残っている。蔵書数2万8千冊を誇る図書館も併設している。

## 教育理念
建学の精神
高潔善美
教育目標
- 英知
- 誠実
- 友愛

## 教育課程
- 「2-2-2制」に基づく中高一貫教育
中学部の第1学年および第2学年の前期2年を「基礎確立期」、中学部第3学年および高等部第1学年の中期2年を「充実発見期」、高等部の第2学年および第3学年の後期2年を「発展挑戦期」に区分し、中学部第3学年には「特進準備クラス」が開設される。
- 高等部1年
基礎学力を養う。英語・数学は2クラスに分け習熟度別学習を行う。また、選択授業では芸術選択がある（音楽・美術・書道）。
- 高等部2・3年
文系・理系の2つからコースを選択。3年での選択科目はフランス語、フードデザイン、被服製作など様々な科目から選ぶことができる。

## 行事
- 4月
入学式・球技大会
- 5月
生徒会選挙
- 7月
修学旅行・サマーコンサート（サマコン）・海外短期研修（～8月〉
- 9月
体育祭
- 11月
相生祭
- 12月
スキー教室
- 1月
推薦入試
- 2月
一般入試
- 3月
卒業式・スキー教室

球技大会（4月）
正式には新入生歓迎球技大会。しかしながら毎年メインは3年生。種目はバレーボール、バスケットボール、ドッジボールの3種目ある。2日間かけて行われている。
体育祭（9月）
相生祭とは異なり、毎年中学部・高等部のみで行っている。各色の出し物であるチアリーダー（応援団）が見物。女子学生のみで行っていて騎馬戦などもある。
相生祭（11月）
大学・高等部・中学部・小学部で連携して同一日に行うため、毎年大規模な学園祭となる。
入場者数が多くても学校敷地内が広く、目立つ賑わいはそれほど無い。
小学部、中学部（音楽部）、高等部（吹奏楽部）、大学のパレードが人気。

## 部活動
女子校にしては部活動が盛んであり、バスケットボール、ソフトテニス部、吹奏楽部の活動が盛んである。バスケ部は2011年インターハイやウインターカップ出場。中学部は第3回Jr.ウインターカップで3位。バトントワーリング部は2012年全国大会出場。
運動部
- ソフトテニス部
- 軟式テニス部
- 硬式テニス部
- モダンダンス部
- ソフトボール部
- 陸上競技部
- バドミントン部
- 剣道部
- バスケットボール部
- バトントワーリング部
- スキー部
- 水泳部
- 体操部
- サッカー部（旧フットサル同好会）
- バレーボール部
- 弓道部

文化部
- 放送部
- 演劇部
- 茶道部
- 華道部
- ESS（英会話）
- アニメ研究部
- 吹奏楽部
- 調理部
- 声楽部
- 軽音楽部
- 文芸部
- 弦楽部
- 天文部
- 美術部
- 箏曲部
- 写真部
- JRC（ボランティア）
- 漫画研究部
- ガーデニング部

同好会
- ダブルダッチ同好会
- 洋裁同好会

## 他校との連携
神奈川県立相模大野高等学校（現：神奈川県立相模原中等教育学校）、神奈川県立神奈川総合産業高等学校と提携し授業提携、ボランティア活動、国際活動などをしている。

## 進学実績
- 約30%が本大学・本短大
- 約60%が他大学・他短大

## 沿革
- 1900年 - 西澤之助、日本女学校設立（東京府東京市本郷区龍岡町）
- 1909年 - 平山成信、帝国女子専門学校開設（東京府東京市小石川区大塚町）・日本高等女学校（日本女学校を改組）附設
- 1915年 - 静修実科女学校併設（日本高等女学校内）
- 1946年 - 神奈川県高座郡大野村（現・神奈川県相模原市）（現在地）に移転
- 1949年 - 相模女子大学（学芸学部）開設
- 1950年 - 静修女子中学校・静修女子高等学校（静修実科女学校校名変更）を相模女子大学中学校・高等学校とする。
- 1951年 - 相模女子大学中学部・高等部（相模女子大学中学校・高等学校校名変更）と改称
  - 幼稚部に改称（前年開設）
  - 短期大学部・小学部開設（全学園組織整う）
- 1990年 - 創立90周年記念式典挙行
- 1991年 - マニトバ州立大学（カナダ）と姉妹校協定
- 1995年 - 中学部第二校舎、体育館、プール完成
- 2000年 - 創立100周年記念式典挙行
- 2004年 - 高等部新校舎完成
- 2007年 - 高等部に特別進学コースを設置
- 2009年 - 中高一貫カリキュラム実施、特進準備クラス設置

## 交通
- 小田急小田原線・小田急江ノ島線の相模大野駅より大学正門まで徒歩10分。
- 正門から中学部・高等部校舎まで5分（中学部・高等部は正門から一番遠い場所にあるため）。

## 著名な出身者
- 神崎恵（美容研究家）
- 北見綾野（アイドル、歌手）[要出典]
- ナヲ（マキシマムザホルモン）[要出典]
- 三田美枝子（女優）[要出典]
- 長谷直美（女優、都立駒場高校へ転校）[要出典]
- 高垣麗子（モデル）[要出典]
- 原悦子（女優）[要出典]
- 松嶋菜々子（女優）[要出典]
- やしろ優（ものまねタレント）[2]
- 尾関梨香（櫻坂46）[要出典]
- 桜庭舞（元宝塚歌劇団星組娘役）[要出典]
- 岸本望（声優、元宝塚歌劇団月組男役）[要出典]
- 道平陽子（元宝塚歌劇団雪組娘役）

## その他付属施設
- 相模女子大学
- 相模女子大学付属図書館
- 相模女子大学小学部
- 相模女子大学幼稚部

## ロケ地に使用した作品
- ラフ ROUGH
- 冗談じゃない!
- 学校じゃ教えられない!
- ビリギャル